# Bembidion lachnophoroides
Bembidion lachnophoroides är en skalbaggsart som beskrevs av Darlington 1926. Bembidion lachnophoroides ingår i släktet Bembidion och familjen jordlöpare. Inga underarter finns listade i Catalogue of Life.